# Ритм (фільм)
«Ритм» (англ. Beat) — американська драма 2000 року режисера та сценариста Гері Волкова. У фільмі зображений період життя письменника Вільяма Барроуза, який він провів зі своєю дружиною Джоан Воллмер, до її випадкового вбивства в 1951 році.
Кіфер Сазерленд виконав роль Барроуза, Кортні Лав зіграла Джоан, Норман Рідус — Люсьєна Карра, Рон Лівінгстон — Аллена Гінзберга. Прем'єра стрічки відбулася на кінофестивалі «Санданс» у січні 2000 року. Фільм демонструвався на 22-му Московському міжнародному кінофестивалі.

## Сюжет
Воллмер ставить пляшку з водою на голову та спонукає її чоловіка Барроуза вистрілити в неї. За кілька місяців до поїздки в Мехіко Барроуз їде до Гватемали, щоб зустрітися зі своїм коханцем Лі. Джоан, пригнічена романом чоловіка та відсутністю зацікавленістю нею, залишається піклуватися про їхніх двох дітей, поки він їде у відпустку.
Флешбеки показують різні точки зору на вбивство спільного друга Девіда Каммерера у Нью-Йорку 1944 року, коли Джоан була студенткою Колумбійського університету. Девіда вбив Люсьєн Карр (Норман Рідус) після того, як він проявив невзаємні сексуальні знаки уваги. Люсьєн приїжджає до квартири Вільяма та Джоан і зізнається у вбивстві.
Мехіко, 1951 рік. Джоан їде на відпочинок з Люсьєном і його другом Гінзбергом, а Вільям знаходиться з Лі в Гватемалі. У поїздці Люсьєн, якого нещодавно звільненили з в'язниці за вбивство Девіда, починає залицятися до Джоан, але вона відхиляє ці спроби. Тим часом Вільям безуспішно намагається привернути увагу Лі у Гватемалі.
Вільям повертається до Джоан, розчарований відсутністю у Лі сексуального та романтичного потягу до нього, що спричиняє депресію. Джоан просить його повернутися в Нью-Йорк з нею, але він відмовляється через звинувачення у зберіганні героїну в США.
Наприкінці фільму сп'янілий Вільям випадково влучає в голову Джоан в квартирі їхніх друзів. Фільм закінчується тим, що Люсьєн отримує звістку про її смерть.

## У ролях
| Актор            | Роль           |
| ---------------- | -------------- |
| Кортні Лав       | Джоан Воллмер  |
| Кіфер Сазерленд  | Вільям Барроуз |
| Норман Рідус     | Люсьєн Карр    |
| Рон Лівінгстон   | Аллен Гінзберг |
| Даніель Мартинес | Джек Керуак    |
| Кайл Секор       | Девід Каммерер |
| Сем Траммелл     | Лі             |
| Алек Фон Барген  | Герд           |
| Томмі Перна      | Двайт          |

## Виробництво
Зйомки фільму проходили в Мексиці.

## Сприйняття

### Критика
Денніс Гарві з «Вараєті» сказав про фільм: «Було б важко знайти іншу правдиву історію, настільки багату на невизначеності, екстремальну поведінку та цінність пліток про відомих людей, але „Ритм“ примудрився зробити сагу прозаїчною та нудною». Він розкритикував роботу Лав: «Лав відчуває себе комфортно перед камерою, але у характерних частинах не може спілкуватися з нею. З огляду на її найменшу можливість, вона намагається з усіх сил, але справляє мало враження». На відміну від Гарві кінокритик Ден Соллітт відмітив неперевершене виконання ролі Кортні Лав. Крім того він зауважив, що Волков занадто драматизував персонажів. Уособлення Сазерлендом Барроуза, який гарчить, спочатку забиває персонажа, а Рідус схильний перегравати бездушність Карра. Найбільш помітно, що істерична одержимість Каммерера, драматичний стрижень нью-йоркських сцен, втовкмачується як сценарієм, так і перебільшенням у виконанні Секора". Дж. Р. Джонс тепло висловився про акторський склад стрічки: «Рон Лівінгстон неперевершений як Гінзберг, фактичний оповідач фільму, а Кіфер Сазерленд відмінно стриманий як Барроуз».

### Номінації та нагороди
| Нагороди та номінації фільму «Ритм» | Нагороди та номінації фільму «Ритм»   | Нагороди та номінації фільму «Ритм» | Нагороди та номінації фільму «Ритм» | Нагороди та номінації фільму «Ритм» | Нагороди та номінації фільму «Ритм» |
| Рік                                 | Кінофестиваль/кінопремія              | Категорія/нагорода                  | Номінант                            | Результат                           |                                     |
| ----------------------------------- | ------------------------------------- | ----------------------------------- | ----------------------------------- | ----------------------------------- | ----------------------------------- |
| 2000                                | Московський міжнародний кінофестиваль | «Золотий Святий Георгій»            | Гері Волков                         | Номінація                           |                                     |